# Pancrácio

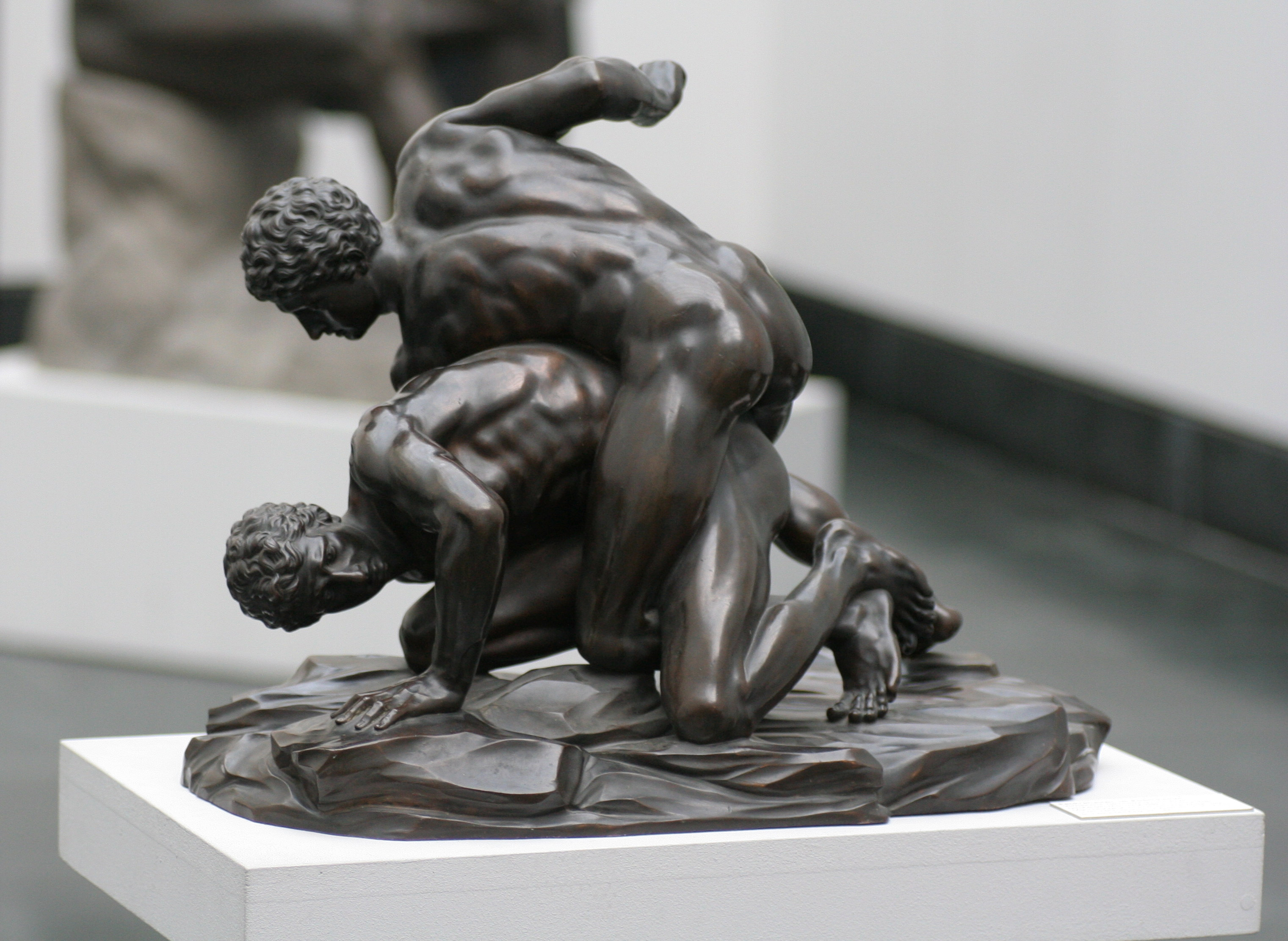
Escultura representando lutadores de Pancrácio

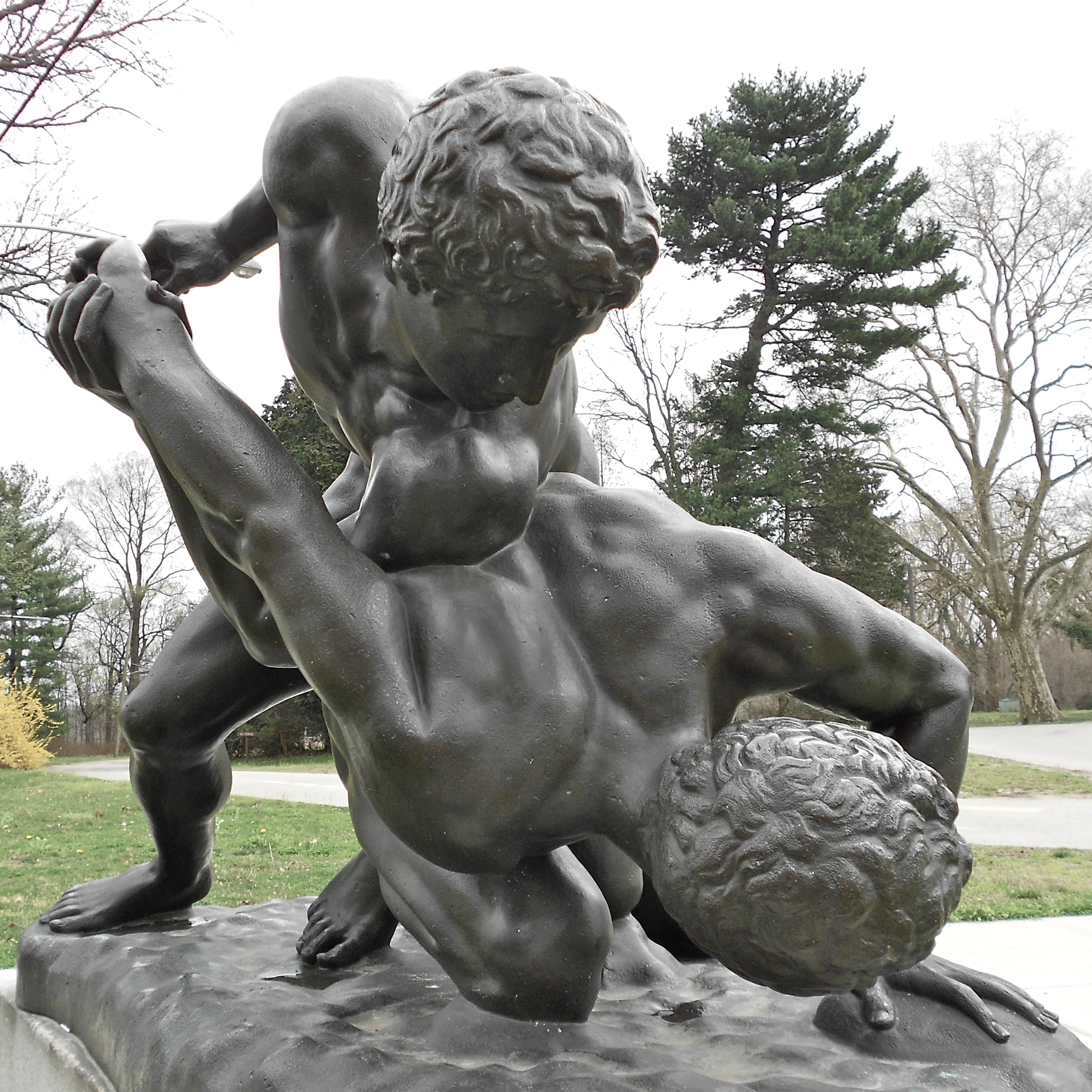
Lutadores de Pancrácio

Pancrácio (em grego: Παγκράτιον; romaniz.: Pankrátion) foi uma antiga arte marcial e antigo desporto de combate sem armas, que segundo a mitologia grega teve início com os heróis Héracles e Teseu.[carece de fontes?]Uma mistura de boxe clássico e luta olímpica com golpes e técnicas de lutas que incluem socos, chutes, cotoveladas, joelhadas, cabeçadas, estrangulamentos, agarramentos, quedas, arremessos, derrubadas, imobilizações, torções, chaves e travamento das articulações.
Tudo era permitido, com excepção de enfiar os dedos nos olhos, atacar a região genital, arranhar ou morder. A vitória ocorria quando um dos atletas já não conseguia continuar a lutar, levantando um dedo para que o juiz se apercebesse.
A origem do pancrácio o credencia como o “tataravô do MMA”. Suas regras foram desenvolvidas a partir do wrestling (luta livre) e do pugilato (antecedente do boxe), acrescidas de outras ferramentas que lhe deram um tom mais agressivo e menos elegante que suas artes de origem.
Teve a sua primeira aparição em Jogos Olímpicos na 33.a olimpíada (648 a.C.), quando o vencedor foi o gigante Ligdamis de Siracusa, que conseguia medir o estádio com seus pés, em apenas 600 passos.

## Lista de vencedores
Na 38.a olimpíada (628 a.C.), introduziram o pancrácio para meninos, e o vencedor foi Deutélidas da Lacônia, mas depois a competição foi descontinuada. Só voltaria na 145.a olimpíada. Ariquião da Figaleia foi vencedor por três vezes, e, mesmo tendo morrido na terceira vez, na 54.a olimpíada (564 a.C.), foi coroado vencedor, porque seu oponente havia concedido a vitória, ao ter sua perna quebrada por Ariquião.
O vencedor da 93.a olimpíada (408 a.C.) foi o gigante Polídamas de Escotussa, que matava leões, e lutava desarmado contra homens armados. Ele estava com Oco, lutando pelos persas. Ele conseguia parar carruagens que vinham em alta velocidade.
Antenor, de Atenas ou de Mileto, foi um dos grandes vencedores do pancrácio, na 118.a olimpíada (308 a.C.).
Na 142.a olimpíada (212 a.C.), Capro de Élida venceu tanto o pancrácio quanto o pále (luta), assim como Héracles havia feito, e foi coroado como o segundo depois de Héracles.
O pancrácio para meninos, que havia sido usado apenas na 38.a olimpíada, é reintroduzido na 145.a olimpíada (200 a.C.), e seu primeiro vencedor foi Fedimo de Alexandria.
Na 156.a olimpíada (156 a.C.), Aristômenes de Rodes vence o pancrácio e o pále, sendo o terceiro, após Héracles, a vencer as duas competições. O quarto foi Protófanes da Magnésia no Meandro, que venceu na 172.a olimpíada (92 a.C.).
Na 178.a olimpíada (68 a.C.), Estratônico de Alexandria, filho de Corrago, venceu o pancrácio e o pále, o quinto depois de Héracles. Nos jogos Nemeus, ele havia vencido quatro coroas no mesmo dia, competindo nu nas competições de crianças e jovens, mas, como ele havia vencido com o favor dos seus amigos e dos reis, foi desqualificado.
O sexto a vencer o pancrácio e o pále, depois de Héracles, foi Marião de Alexandria, filho e Marião, na 182.a olimpíada (52 a.C.). O sétimo foi Arísteas de Estratoniceia ou Menandro, na 198.a olimpíada (13 d.C.).
Apenas oito homens venceram tanto o pancrácio e o pále. O último foi Nicóstrato de Egas, na 204.a olimpíada (37).